# Kebundadap Barat
Kebundadap Barat is een bestuurslaag in het regentschap Sumenep van de provincie Oost-Java, Indonesië. Kebundadap Barat telt 1476 inwoners (volkstelling 2010).